# Accord Metropolitan
Accord Metropolitan es un hotel de cinco estrellas situado en la ciudad de Chennai, India. Se accede a él por la carretera de G.N. Chetty a T. Nagar. Lo construyó inicialmente la cadena Trader's Hotel. Las obras tuvieron un coste de ₹ 1.000 millones.
El hotel tiene 13 pisos de altura y cuenta con 162 habitaciones, incluyendo una suite presidencial, tres apartamentos tipo estudio, seis suites de lujo y nueve habitaciones del club Accord (las habitaciones tienen un tamaño mínimo de 30 m²). El hotel tiene cuatro instalaciones gastronómicas: el Sorajima, restaurante japonés; el Royal Indiana, restaurante indio; el Zodiac, el bar del hotel; y la Pérgola, un restaurante en la azotea, en la planta número 15. El hotel tiene tres salas de banquetes con capacidad hasta 1.000 invitados. Además cuenta con un gran salón de baile de 516 m² que se puede dividir en dos salas, así como otras salas de banquetes con un espacio total de 450 m². Los elementos de diseño incluyen grandes escalinatas, mármol italiano e intrincados trabajos en pan de oro.